# Trent (Dakota du Sud)
Pour les articles homonymes, voir Trent.
Trent est une municipalité américaine située dans le comté de Moody, dans l'État du Dakota du Sud. Selon le dernier recensement datant de l'an 2010, elle comptait 232 habitants.
Fondée en 1874 sous le nom de Brookfield, la localité est renommée quelques années plus tard par le Milwaukee Railroad. La municipalité s'étend sur 1,04 milles carrés (2,69 km2).

## Démographie
| 1920 | 1930 | 1940 | 1950 | 1960 | 1970 |
| ---- | ---- | ---- | ---- | ---- | ---- |
| 295  | 256  | 240  | 213  | 232  | 177  |

| 1980 | 1990 | 2000 | 2010 | - | - |
| ---- | ---- | ---- | ---- | - | - |
| 197  | 211  | 254  | 232  | - | - |